# Die Nonne von Monza
Die Nonne von Monza (Originaltitel: La monaca di Monza) ist ein italienisches Filmdrama aus dem Jahr 1969 von Eriprando Visconti. Das Drehbuch verfassten Giampiero Bona und Edward Bond zusammen mit dem Regisseur. Der Film behandelt in freier Version einen Teil der Lebensgeschichte der Virginia de Leyva (1575–1650). Die Hauptrollen sind mit Anne Heywood, Antonio Sabato, Hardy Krüger und Tino Carraro besetzt. Seine Weltpremiere hatte der Film am 26. Februar 1969 in Italien. In Deutschland konnte man ihn erstmals am 16. Januar 1970 im Kino sehen.

## Handlung
Virginia, die Tochter aus einem angesehenen Haus und Äbtissin eines Nonnenklosters in der norditalienischen Stadt Monza, gewährt dem jungen Adligen Ossio, dessen Besitz an das geistliche Anwesen grenzt, Asyl, obwohl dieser ausgerechnet den Steuereinnehmer des Klosters erstochen hatte. Regelwidrig sind auch sonst einige Zustände in der Klostergemeinschaft: Einige Schwestern sind dem Beichtvater hörig. Um die so sittenstreng erscheinende Äbtissin zu demütigen, geben sie Ossio Gelegenheit, Virginia zu vergewaltigen. Die Folge der Vergewaltigung ist jedoch bei ihr nicht Abscheu vor ihrem Peiniger, sondern sie fühlt sich trotz grausamer Selbstkasteiungen immer mehr an ihn gebunden. Schließlich wird Ossio doch noch wegen seiner Bluttat gefasst.
Virginia bringt eine Tochter zur Welt und wird als Äbtissin abgewählt. Nun will sie aus der Ordensgemeinschaft ausscheiden; doch Familie und Kirche untersagen ihr wegen des befürchteten Skandals die Widerrufung des Gelübdes. Sie hat dann Mittel, Ossio wieder befreien zu lassen. Der taucht erneut im Kloster unter, und beide leben unter dem Schutz der Schwestern, die Virginia erst gedemütigt hatten, wie ein Paar zusammen. Schließlich aber greift der Bischof rigoros ein. Ossio wird auf der Flucht niedergemetzelt und Virginia lebendig in eine fensterlose Zelle eingemauert.
Das Nachwort zu dem Film weiß zu berichten, dass die Nonne in diesem grausigen Kerker noch nach zehn Jahren gelebt hat und dass sie nach dreizehn Jahren vom Papst begnadigt wurde.

## Kritik
Das Lexikon des internationalen Films bemerkt lapidar, bei dem Film handle es sich um ein „Melodram, das den historischen Fall der Virginia De Leyda […] höchst kintoppmäßig ausschlachtet.“ Der Evangelische Film-Beobachter fasst seine Kritik so zusammen: „Der gestalterisch recht durchschnittliche Film – etwas Nachdruck legt er lediglich auf einige für dieses Milieu sensationelle Details – bietet nichts, was die Erörterung heutiger oder auch vergangener Verflechtung von Religion, Kirche und Gesellschaft anregen könnte. Nur für Erwachsene möglich.“